# Günther Fiala
Günther Fiala (* 6. November 1982 in Niederösterreich) ist ein österreichischer Komponist.

## Leben und Wirken
Er wuchs in Pottenstein an der Triesting auf, wo er bereits in jungen Jahren seine eigene Jugendtheatergruppe gründete, die er von 1996 bis 2011 leitete.
Er erhielt seine musikalische Ausbildung in den Fächern Klavier, Gesang und Violoncello an der Musikschule Triestingtal. Von 2003 bis 2016 studierte er an der Universität für Musik und darstellende Kunst Wien Musikpädagogik sowie Deutsche Philologie an der Universität Wien (Mag. art.). Zu seinen Lehrerinnen und Lehrern zählen Brigitte Stradiot (Gesang), Michael Lipp und Helmuth Luksch (Klavier), Alfred Halbartschlager (Tonsatz) sowie Wolfram Wagner (Komposition). Darüber hinaus nahm Günther Fiala an Kompositionsworkshops bei Otto M. Schwarz, Thomas Doss und Klemens Vereno teil.
Für seine Verdienste um die kulturelle Arbeit mit Kindern und Jugendlichen und seine musikalische Leistungen wurde ihm 2017 die Silberne Ehrennadel der Marktgemeinde Pottenstein verliehen.
Günther Fiala ist Mitglied bei den folgenden Vereinigungen und Institutionen: Österreichischer Komponistenbund (ÖKB), Interessensgemeinschaft Niederösterreichische Komponistinnen und Komponisten (INÖK), Deutsche Musical Akademie (DMA) und Kulturvernetzung Niederösterreich.
Er ist mehrfacher Preisträger nationaler und internationaler Kompositionswettbewerbe. Auftritte und Aufführungen seiner Werke führten ihn u. a. ins Stadttheater Berndorf, in die Theatercouch Wien sowie ins Theater Drachengasse in Wien, nach Murau (Steiermark), in die Berliner Philharmonie und ins Stockwell Playhouse in London.

## Preise und Auszeichnungen
- 2017: Preisträger beim Kompositionswettbewerb des Murau International Music Festivals (MIMF).[3]
- 2017/2018: 1. Preis beim Kompositionswettbewerb der Zentralkapelle Berlin.[4]
- 2017/2018: 3. Preis beim Symphonic Wind Composers Project.[5]
- 2018: Preisträger beim Kompositionswettbewerb des Hong Kong Children’s Choir.[6]
- 2018: Preisträger beim Kompositionswettbewerb des Österreichischen Komponistenbundes (ÖKB) und der Vereinigung Österreichischer Texter (VOET).[7]
- 2018/2019: Preisträger beim Sight Reading Composition Project der South Carolina Music Educators Association (SCMEA)
- 2019/2020: Preisträger beim Sight Reading Composition Project der South Carolina Music Educators Association (SCMEA)
- 2019/2020: Finalist beim Symphonic Wind Composers Project.
- 2020: Gewinner des Band Music Shop Kompositionswettbewerbs 2020 in der Kategorie Concert Band.[8]
- 2020/2021: 3. Preis beim Kompositionswettbewerb des Österreichischen Blasmusikverbandes.[9]
- 2021: 1. Preis beim Kompositionswettbewerb 2021 der New Horizons International Music Association in der Kategorie Streichorchester[10]
- 2021: 1. Preis beim Kompositionswettbewerb des Niederösterreichischen Blasmusikverbandes

## Werke (Auswahl)
Günther Fiala schreibt Musik sowohl für den U- als auch für den E-Bereich. Er schrieb zahlreiche Musicals für Kinder, Jugendliche und Erwachsene. Seine instrumentalen Werke für Symphonisches Blasorchester, Streich- und Sinfonieorchester sowie Kammermusikensemble lassen sich überwiegend der Programmmusik zuordnen. Seine Werke für Blasorchester werden bei OrchestralArt Music Publications und im Abel-Verlag veröffentlicht.

### Musicals
- Robin Hood (1999)
- Bourbon & Brandy (2004)
- Odysseus  (2004)
- Alice im Wunderland (2005)
- Kaviar & Kohlsuppe (2006)
- Lancelot (2007)
- Gritta von Rattenzuhausbeiuns (2008)
- Die Schneekönigin (2009)
- Die tanzende Stadt (2010)
- V for Victory (2018)
- Carmilla (2018)
- Runa (2020)
- Romeo & Julia – Aufbruch in eine neue Welt (2022)
- Goldene Zeiten – Wie man eine Million verliert und dabei reich wird (2023)[13]
- Cooking Angels (2023)[14]
- Runa (2024)[15][16][17]
- Die Zauberschule (2024)

### Blasorchester
- Festfanfare (2017)
- Marionetten-Walzer (2017)
- Hymn of Hope (2017)
- Marschpat-Fanfare (2019)
- Leif Eriksson (2020)
- Freedom Forever (2020)
- Auf den Schwingen des Adlers (2021)
- The Magic Flight (2021)
- Im Glanz der Heimat (2024)
- 70er-BAG-Marsch (2024)

### Kammermusik und Orchesterwerke
- Wassermusik modern für Sinfonieorchester, Klavier und Schlagzeug (2016)
- Through the Night für Streichquintett (2018)
- Innere Einkehr für Kammermusikensemble (2018)
- Eine kleine Weihnachtsmusik für Kammermusikensemble (2019)
- The Mysterious House (2021)

### Geistliche Musik
- Heilig, heilig (2016)
- Ehre sei Gott (2017)
- Halleluja (2017)
- Lamm Gottes (2018)
- Herr, erbarme dich (2019)
- Ave Maria zu Pfäfers (2019)
- Triestingtal-Messe (2024)

## Bibliographie
- Interessensgemeinschaft Niederösterreichische Komponistinnen und Komponisten (Hrsg.) (2019): 30 Jahre Interessensgemeinschaft Niederösterreichische Komponistinnen und Komponisten 1989–2019.